# Rai Movie
Rai Movie este un canal de televiziune italian de filme, deținut de rețeaua de televiziune de stat RAI și difuzat pe televiziune digitală terestră din Italia. 
Canalul a fost lansat în 1999 sub numele de RaiSat Cinema, iar canalul a fost înrudit în 2003 sub numele de RaiSat Cinema World și a fost rebotezat în 2006 sub numele de RaiSat Cinema. Pe 18 mai 2010 a fost redenumit Rai Movie. Acesta difuzează în principal filme italiene, interviuri, backstages și documentare.
Din 2003 a fost partenerul media oficial al Festivalul de Film de la Veneția și, din 2007, al Festivalul Internațional de Film de la Roma.

## Filme

### Comedie, Family
- Comisarul Piedone la Hong Kong

## Logo-uri
| 2003–2006 (ca RaiSat Cinema World) | 2006–2010 (ca RaiSat Cinema) | 2010–2016 (ca Rai Movie) | 2016–prezent |
| ---------------------------------- | ---------------------------- | ------------------------ | ------------ |